# 近藤二郎
近藤 二郎（こんどう じろう、1951年12月2日 - ）は、日本の考古学者。早稲田大学文学学術院名誉教授。専門はエジプト学、考古学。

## 経歴
1951年、東京都杉並区生まれ。1970年、東京都立西高等学校を卒業し、早稲田大学第一文学部に進む。西洋史を専攻し、1975年に卒業。1975～1978年、同大学大学院文学研究科修士課程。1978～1986年、博士後期課程。博士課程在学中の1981年から1983年にかけて文部省アジア諸国等派遣留学生としてエジプト・カイロ大学考古学部に留学した。
卒業後は、1986年4月より早稲田大学文学部助手。1999年より同大学文学部助教授、2004年より同大学文学部教授。早稲田大学エジプト学研究所所長。2022年名誉教授。
そのほかに、2014年より日本・オマーン協会理事、2018年より公益財団法人古代オリエント博物館理事を務めている。

## 研究内容・業績
- 王家の谷（1989年～現在）を12年以上にわたり継続調査している。[2]
- エジプトにおける発掘及び研究（アブ・シール南丘陵頂部遺跡，ダハシュール北遺跡，王家の谷・西谷アメンヘテプ3世墓）
- ネクロポリス・テーベのデータベース作成

## 関連
- 2008年に、1994年3月14日に発見された小惑星(6144)が彼の名をとって「近藤二郎(kondojiro)」と命名されている。[3]

## 著作

### 著書
- 『ものの始まり50話 文明の源をさぐる』岩波ジュニア新書、1992
- 『エジプトの考古学』同成社、1997
- 『エジプト考古学』早稲田大学文学部 2003
- 『ヒエログリフを愉しむ 古代エジプト聖刻文字の世界』2004　集英社新書
- 『最新エジプト学蘇る「王家の谷」』新日本出版社　2007
- 『わかってきた星座神話の起源 エジプト・ナイルの星座』誠文堂新光社 2010
- 『わかってきた星座神話の起源 古代メソポタミアの星座』誠文堂新光社 2010

### 共編著
- 『古代エジプトへの扉 菊川コレクションを通して』大城道則・菊川匡共著 文芸社 2004

### 翻訳
- ロザリー・デイヴィッド『古代エジプト人 その神々と生活』筑摩書房 1986
- ニコラス・リーヴス『図説黄金のツタンカーメン 悲劇の少年王と輝ける財宝』原書房 1993
- ニコラス・リーヴス,リチャード・H.ウィルキンソン『図説王家の谷百科 ファラオたちの栄華と墓と財宝』原書房 1998
- リチャード・パーキンソン,スティーヴン・クワーク『パピルス 偉大なる発明、その製造から使用法まで』學藝書林　1999　大英博物館双書 古代エジプトを知る
- ヤロミール・マレク『エジプト美術』(岩波世界の美術)岩波書店 2004年
- イアン・ショー(近藤二郎・河合望共訳)『古代エジプト』岩波書店、2007年
- A.J.スペンサー編(近藤二郎監訳・ 小林朋則訳)『大英博物館図説古代エジプト史』原書房 2009年
- ジョージ・ハート著 (近藤二郎監訳・鈴木八司訳)『エジプトの神々』(大英博物館双書 古代の神と王の小事典) 學藝書林、2011年